# تعریق (گیاه)

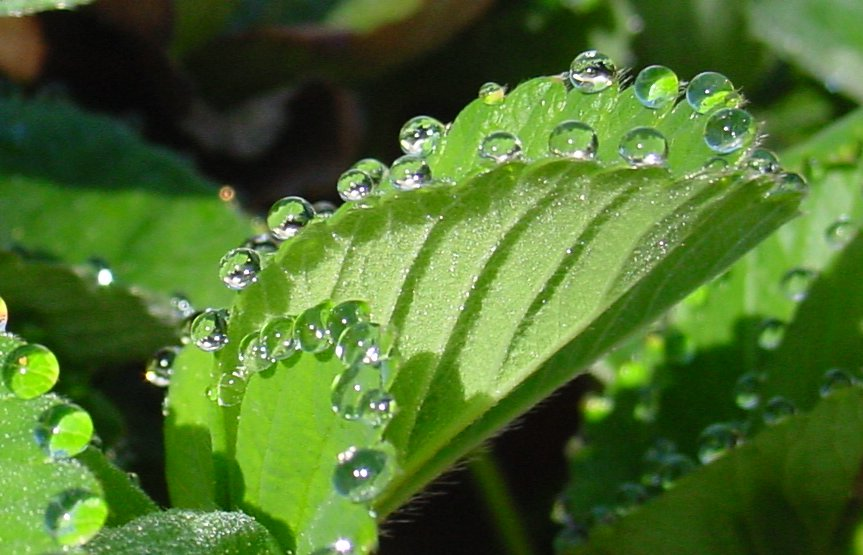
تعریق روی برگ‌های توت فرنگی

خروج آب و مواد محلول از گیاه به‌صورت مایع از طریق روزنه‌های آبی را تعریق (به انگلیسی: Guttation) یا زهش می‌گویند.
تعریق تراوش شیرهٔ بافت چوبی در یک گیاه آونددار مانند علف‌ها به صورت قطره‌قطره است.
تعریق پدیده‌ای کاملاً متفاوت با شبنم است .

## فرایند
چون گیاه در هنگام شب، روزنه‌های هوایی خود را می‌بندد، تعرق صورت نمی‌پذیرد. در مواقعی که رطوبت خاک زیاد باشد، ریشه کماکان جذب آب دارد، اما چون تعرق صورت نمی‌پذیرد، از طریق اسمز مجبور به برون‌نشست آب می‌شود.